# Blackhawk (DC Comics)
Blackhawk è un personaggio immaginario protagonista, insieme a un gruppo di altri personaggi noto come Blackhawks, di una omonima serie a fumetti, Blackhawk (vol. 1), esordita nel 1944 ed edita prima dalla Quality Comics e poi dalla National Periodical Publications, che poi divenne la DC Comics; la serie venne creata da Will Eisner, Chuck Cuidera e Bob Powell, ma l'apporto principale venne da Reed Crandall e poi da Dick Dillin negli anni cinquanta.
La squadra Blackhawks era un piccolo gruppo di piloti di aerei da combattimento della seconda guerra mondiale di varie nazionalità.
Nel 1942 i Blackhawk furono coinvolti in uno dei primi tentativi di crossover nei fumetti quando Kid Eternity lo convocò nella sua seconda comparsa (Hit Comics n. 6).
Dalla serie sono stati tratti un serial cinematografico, un programma radiofonico a puntate e un romanzo.

## Personaggi
Primo gruppo
Il gruppo originale esordì nella rivista Military Comics n. 1 (agosto 1941) e restò in attività fino al 1984 (Blackhawk n. 273, novembre 1984); esso includeva:
- Blackhawk, leader del gruppo, inizialmente identificato come polacco ma poi come americano; il suo vero nome, Bart Hawk, fu reso noto nel n. 242 di Blackhawk (agosto-settembre 1968);
- Andre Blanc Dumont, francese;
- Olaf Bjornson, norvegese;
- Chuck Wilson, texano;
- Hans Hendrickson, tedesco;
- Stanislaus, polacco;
- Zinda Blake (Lady Blackhaw), americana;
- Chop-Chop, chiamato Liu Huang in Blackhawk n. 203; Mark Evanier lo chiamò Wo Cheng in Blackhawk dal n. 251 al n. 273, cinese; Chop-Chop è sia il membro più giovane sia quello più stereotipato. Il personaggio era originariamente il cuoco del gruppo, descritto come un uomo grasso, denti da coniglio, taglio di capelli a nodo, ed un vestito tipicamente coolie, invece dell'uniforme dei Blackhawk e parlante un inglese spezzato. Questa versione del personaggio è di fatto la spalla di Blackhawk, e stava nel suo aeroplano invece di averne uno suo come i suoi compagni. Fu un personaggio popolare all'epoca, tanto che ebbe anche una propria serie all'interno di quella dei Blackhawk, dal 1946 al 1955. La sua descrizione iniziale era una tipica descrizione degli asiatici della Seconda guerra mondiale. Il personaggio fu sempre descritto nello stesso modo dal 1941 fino alla metà degli anni '50, trasformandosi lentamente dal 1955 al 1964, finché non divenne membro a tempo pieno del team: non solo indossava un'uniforme dei Blackhawk, ma possedeva anche un aeroplano suo. Qualche storia successiva si riferì al fatto che sebbene indossasse l'uniforme dei Blackhawk, non riceveva lo stesso rispetto dei suoi compagni. Dopo che il crossover, Crisi sulle Terre infinite della DC, rinnovò e semplificò molto le linee temporali delle proprietà DC comics, fu suggerito di descrivere il precedente profilo di Chop-Chop come fosse un fumetto dentro un altro fumetto, che presentava le avventure della squadra, in cui Chop-Chop, giocava sempre il ruolo di spalla. Successivamente fu ridisegnato in un modo più realistico con un'uniforme standard.

Altri membri furono: Zeg, polacco, Boris, russo, e Baker, inglese. Questi personaggi scomparvero quasi subito negli anni quaranta; il luogotenente, Theodore Gaynor, marine americano, fu membro per breve tempo nella serie degli anni ottanta; altro personaggio rilevante fu Miss Paura, che non si unì mai formalmente alla squadra ma comparve ripetutamente come alleata nel corso degli anni quaranta. I membri del gruppo venivano descritti sempre in un modo stereotipato per l'epoca. Andre portava un paio di piccoli baffi e parlava con un forte accento francese ed era rinomato per il suo amore per una bellissima donna; Olaf era uno svedese, grosso e stupido, che non parla l'inglese molto bene; Hedrikson, un duro, con un paio di baffi perfetti, parlava con un forte accento tedesco; la parlata di Stanislaus è piena di oscenità con epiteti in polacco; Blackhawk e Chuck sono gli ultimi stereotipati, entrambi parlanti un inglese ordinario. Durante il corso della serie, ogni personaggio sviluppa un proprio modo di dire.
La squadra Chaykin
Nel 1987, Howard Chaykin rinnovò i Blackhawk con personaggi più adulti, in una storia in Formato Prestigio, una serie limitata in tre libri. La squadra rinnovata di Chaykin consisteva di:
- Janos Prohaska (Blackhawk) il loro leader, polacco;
- Andre Blanc-Dumont, francese;
- Olaf Friedriksen, danese;
- Carlos "Chuck" Sirianni era nato in Italia ma crebbe a Hoboken (New Jersey), Stati Uniti;
- Ritter Hendriksen, tedesco;
- Stanislaus Drozdowsky, polacco;
- Weng Chan (Chop-Chop) era nato in Cina ma crebbe a San Francisco, California, Stati Uniti;
- Natalie Reed (Lady Blackhawk), americana;

Altri membri aggiunti ai Blackhawk della serie ispirata di Chaykin, ottennero un successo sufficiente tale da concedergli la comparsa nella rivista, Action Comics Weekly, e, successivamente in una loro serie di breve durata. La versione di Chaykin dei Blackhawk rimpiazzò il team originale nella continuità della DC, con alcune eccezioni:
- La serie limitata del 1999 JLA: Un Anno Dopo, di Mark Waid, Brian Augustyn, e Barry Kitson, incluse un cameo del team originale nel quale si mostrano mentre dismettevano le proprie uniformi da supereroi, che ostentarono per un breve periodo negli anni sessanta.
- Zinda Blake: Lady Blackawk. Fu temporaneamente tolta dalla serie a causa dell'evento del 1994, Ora zero: Crisi nel Tempo. Divenne un personaggio regolare nei fumetti assieme a Guy Gardner. Dal 2004 al 2009, comparve come personaggio pilota di supporto per i combattenti del crimine in costume in Birds of Prey.

## Storia editoriale
Il gruppo esordì nel primo numero della serie Military Comics della Quality Comics, nell'agosto 1941 rimanendone per molti anni protagonisti; successivamente Military Comics fu rinominato Modern Comics per poi essere cancellato con il n. 102, nell'ottobre 1950; nel 1944 esordì anche una serie omonima dedicata la gruppo che continuò ad essere pubblicata dalla Quality fino al n. 107 nel 1956. Alla chiusura della Quality il titolo fu integrato nell'Universo DC e pubblicato continuamente fino al n. 243, nel novembre 1968, in cui il genere divenne troppo anacronistico per competere con i sorgenti nuovi fumetti dei supereroi; essendo una serie pesantemente orientata sul filone della Seconda guerra mondiale, si tentò di attualizzare la serie con una serie di iniziative facendo fronteggiare alla la squadra avversari sempre più simili a supercriminali mentre più tardi fu fatto un disastroso tentativo di trasformare la stessa squadra in supereroi, sotto la cosiddetta Era dei Nuovi Blackhawk, dal n. 228 al n. 241. Sebbene si fosse poi tornati alla versione originale, solo due numeri dopo la fine della Nuova Era dei Blackhawk, la serie venne cancellata.
Negli anni settanta venne proposta miniserie ma senza sviluppi successivi a parte qualche comparsa tramite flashback in altre serie. Negli anni ottanta una serie scritta da Mark Evanier e illustrata da Dan Spiegel venne ambientata nel corso la Seconda guerra mondiale; una miniserie di Howard Chaykin reinventò il gruppo in cui le loro avventure continuavano nelle storie post-Guerra in Action Comics Weekly, e quindi nella loro serie di breve durata degli anni novanta. Da allora, comparvero solo accenni moderni di solito con il nome di Blackhawk Espress o con la presenza della viaggiatrice temporale, Lady Blackhawk. Uno dei migliori esempi di questo furono le comparse del personaggio di Chop-Chop negli anni novanta; in alcuni numeri della serie Blackhawk della DC lo descrivono come un uomo in età avanzata, rispettabile, pieno di risorse (a lungo cercò di liberarsi dalla trappola dello stereotipo razziale); tuttavia gli altri piloti Blackhawk furono mostrati nel presente o in eventi posti in un futuro alternativo come Our Worlds at War e Kingdom Come ma non è chiaro se vi sia qualche connessione a parte l'omaggio e all'ispirazione di questa versione agli originali. Successivamente i Blackhawk vennero considerati come un'estensione dei Checkmate. Tre settimane dopo l'attentato dell'11 settembre 2001, la DC Comics ristampò il numero pre-Pearl Harbor di Military Comics in Blackhawk Archives vol. 1° (2001) come parte del rilegato, DC Archive Editions. I Blackhawk comparvero poi nel n. 9 di The Brave and The Bold del febbraio 2008, nel quale si alleavano con i Boy Commandos. Il gruppo comparve inoltre nell'album Superman & Batman: Generations 2, in cui aiutarono Superman, lo Spettro e Hawkman a sconfiggere, nel corso della guerra un robot; nel corso della battaglia, Chuck si sacrificò per distruggere un missile. Nel corso della stessa storia, nel 1997, un'eroina di nome Blackhawk comparve e sconfisse Sinestro. Sembrò essere basata sul personaggio di Hawkwoman, che utilizzava in battaglia una mazza sonica, facendosi chiamare Janet. Menzionò anche che non andava d'accordo con Hal Jordan.

### Edizioni estere
Le storie ed i personaggi dei Blackhawk divennero popolari sia nel mercato internazionale che negli Stati Uniti. La Quality ebbe la licenza sui diritti di Blackhawk, così come per molti degli altri personaggi, fino al Boardman Books di Londra, che li utilizzò in serie di ristampe in tre colori, dal 1948 al 1954. La Boardman ristampò anche le storie di Blackhawk nella loro serie Adventure Annual pubblicata per le feste natalizie. Molte delle ristampe inglesi di Blackhawk furono riprese dal direttore artistico della Boardman, Denis McLoughlin, che creò almeno una storia inglese originale, così come le illustrazioni. Dopo che venne meno il contratto di Loughlin, la Strato Publications lanciò una serie da 68 pagine, in rilegatura quadrata di 38 numeri tra il 1956 ed il 1958.

## Modelli di aereo citati
- PZL.50 Jastrząb - È l'aeroplano che i Blackhawk utilizzarono in Polonia durante l'invasione nazista nel 1939.
- Grumman XF5F-1 Skyrocket - È l'aeroplano che più si identifica con i Blackhawk. Volarono con questo aereo, sia durante, che dopo la Seconda Guerra Mondiale. Questo è il velivolo utilizzato nell'illustrazione principale.
- Republic F-84 Thunderjet - Risale ai primi anni cinquanta, i Blackhawk convertirono lo squadrone in jet. Questo fu il primo jet aircraft del Blackhawk Squadron.
- Lockheed XF-90 - Questo velivolo fu adattato per entrare nell'immaginario collettivo:
  - F-90 "B" - I Blackhawk volarono con questo aeroplano dal 1950 al 1955;
  - F-90 "C" - I Blackhawk volarono con questo aeroplano nel 1957;
- Republic F-105 Thunderchief - I Blackhawk modificarono questo aereo per avere la capacità di decollare ed atterrare verticalmente;
- Lockheed F-94 Starfire - Questo fu l'aereo di Lady Blackhawk.

## Altri media

### Cinema
- Blackhawk (The Miraculous Blackhawk: Freedom's Champion): fu una serie di film in 15 parti del 1952 basati sul fumetto, prodotto da Sam Katzman e con protagonista Kirk Aylin nei panni di Blackhawk.

### Radio
- Blackhawk: serie trasmessa di mercoledì alle 17.30 dalla ABC da settembre a dicembre 1950. Michael Fitzmaurice interpretava Blackhawk.

### Televisione
- La serie animata ha ospitato dei camei dei I Super Amici. Blackhawk venne raffigurato con una camicia rossa e combatteva contro quelli che si sarebbero riconosciuti come quattro alieni, mentre Aquaman osservava dallo sfondo.
- Nell'episodio finale della prima stagione della serie animata Justice League, The Savage Time, figurarono le presenze di molti personaggi della Golden Age, inclusi i Blackhawk. Quando i Blackhawk si unirono a Superman e ad Hawkgirl nella battaglia, Hawkgirl notò il loro simbolo. Dopo che Blackhawk salutò Hawkgirl, Superman commentò "Amici tuoi?", a cui Hawkgirl rispose, "Adesso lo sono".
- nel primo episodio della terza stagione di Justice League Unlimited, fu mostrato un Chuck invecchiato. Unico membro dei Blackhawk ancora in vita, era sposato con Mairzey, sua controparte nei fumetti, ma non fu rivelato in che modo gli altri morirono. L'episodio si concentrò su Lex Luthor, la Chiave, e il Dottor Polaris, responsabili di un'incursione nell'Isola dei Blackhawk al fine di sottrarre una tecnologia avanzata che i Blackhawk acquisirono nel corso di diverse missioni e che su quell'isola nascosero. Durante l'inseguimento nel museo si può osservare un manichino, o una statua, di Lady Blackhawk.
- La squadra dei Blackhawk comparve nel film animato Justice League: The New Frontier, ma i nomi dei piloti non sono menzionati. Si sente solo la parola "Hawkah!" da uno dei piloti, presumibilmente dallo stesso Blackhawk.

### Narrativa
- Blackhawk: di William Rostler pubblicato nel 1982.

## Merchandising
- Un'action figure dei Blackhawk nella serie G.I. Joe venne prodotta nel 2002 dalla Dream & Visions, sotto licenza della DC Comics e della Hasbro. La statuina indossava la tipica uniforme nera dei Blackhawk della Seconda Guerra Mondiale con due costumi aggiuntivi e set di accessori inclusi: l'uniforme rossa e verde di Blackhawk della metà degli anni sessanta e un'uniforme da sopravvivenza artica di colore blu cielo.
- La Mattel distribuì un'action figure di Blackhawk come parte della serie di pupazzi dedicati alla serie animata Justice League Unlimited.

## Premi e riconoscimenti
La serie di fumetti del 1989 fu nominata per lo Squiddy Award come Nuova Serie Continuativa.